# Дванадцята ніч (фільм, 1978)
Дванадцята ніч (рос. Двенадцатая ночь) — радянський телефільм-спектакль 1978 року, знятий ТО «Екран». Фільм за мотивами однойменного твору Вільяма Шекспіра.

## Сюжет
Комедія положень — все плутають близнюків Віолу і Себастьяна, брата і сестру. Корабельна аварія розлучає близнюків, які опиняються в країні, де їх ніхто не знає. Віола закохалася в герцога Орсіні і, переодягнувшись в чоловічий одяг, з'являється при дворі герцога під ім'ям Цезаріо. У свою чергу герцог закоханий в неприступну красуню Олівію. Орсіні посилає до Олівії Цезаріо — розповісти про свої почуття — і вона закохується в Цезаріо. У цей складний любовний трикутник втручається Себастьян, якого всі плутають з його сестрою…

## У ролях
- Марина Нейолова — Віола / Себастьян, її брат
- Юрій Богатирьов — Орсіні, герцог
- Анастасія Вертинська — графиня Олівія
- Петро Щербаков — сер Тобі Белч
- Костянтин Райкін — сер Ендрю
- Олег Табаков — Мальволіо, дворецький
- Авангард Леонтьєв — Фесте, блазень
- Ніна Дорошина — Марія
- Валерій Хлевінський — Антоніо
- Олег Шкловський — епізод
- Рогволд Суховерко — епізод
- Сергій Сазонтьєв — епізод
- Всеволод Давидов — епізод
- Борис Сморчков — епізод
- Олексій Кутузов — епізод
- Володимир Поглазов — епізод
- Лариса Соловйова — служниця графині

## Знімальна група
- Режисери — Олег Табаков, Володимир Храмов, Пітер Джеймс
- Оператори — Борис Дунаєв, Георгій Криницький
- Композитор — Давид Кривицький
- Художники — Віктор Лук'янов, Йосип Сумбаташвілі